# Prescottia microrhiza
Prescottia microrhiza är en orkidéart som beskrevs av João Barbosa Rodrigues. Prescottia microrhiza ingår i släktet Prescottia och familjen orkidéer. Inga underarter finns listade i Catalogue of Life.